# 宝瓶座91b
宝瓶座91b(也被称作宝瓶座Ψ1b)是一颗位于宝瓶座、距离地球148光年的系外行星，其母星为宝瓶座91。该行星是一颗热木星，其质量接近木星的三倍，其轨道与中央恒星的平均距离为4850万公里，较之水星与太阳的距离更近。该行星的轨道周期大约为181地球日，其轨道离心率很低（约为0.003）。